# Teucholabis (Teucholabis) immaculipleura
Teucholabis (Teucholabis) immaculipleura is een tweevleugelige uit de familie steltmuggen (Limoniidae). De soort komt voor in het Neotropisch gebied.